# جريدة الأسرار

## صحيفة الاسرار
وهي صحيفة عراقية صدرت في بغداد تحمل هذا الأسم في عهدين:

## العهد العثماني
صدرت جريدة الأسرار في بغداد ابان العهد العثماني سنة 1911م، وقد جاء في ترويستها:
جريدة الأسرار هي جريدة هزلية عربية أنشأها في بغداد عبد الرحيم أفندي صائب فصدر عددها الأول في 23 آيار/مايس 1911م.

## العهد الملكي
جريدة الأسرار صدرت في بغداد عام 1952م، زمن الحكم الملكي للعراق وجاء في ترويستها:
جريدة الأسرار هي جريدة عراقية، يومية سياسية انتقادية مستقلة، صاحبها ورئيس تحريرها عبد الرزاق الفضلي، والمدير المسؤول فؤاد عبد الوهاب المحامي.